# Alionoctula
Alionoctula – rodzaj ssaków z podrodziny mroczków (Vespertilioninae) w obrębie rodziny mroczkowatych (Vespertilionidae).

## Rozmieszczenie geograficzne
Rodzaj obejmuje gatunki występujące w Azji, Australii i Melanezji.

## Morfologia
Długość ciała (bez ogona) 33,4–64 mm, długość ogona 19,4–57 mm, długość ucha 5–16 mm, długość tylnej stopy 3–12,1 mm, długość przedramienia 25–42 mm; masa ciała 2,9–22 g.

## Systematyka
Rodzaj zdefiniował w 2018 roku zespół rosyjskich zoologów – Siergiej Kruskop, Jewgienija Sołowjowa i Anna Kaznadziej – w artykule zatytułowanym Nietypowy karlik: pozycja taksonomiczna borowca malajskiego (Pipistrellus stenopterus; Vespertilionidae; Chiroptera), opublikowanym w czasopiśmie „Zoological Studies”. Gatunkiem typowym jest (oryginalne oznaczenie) karlik wąskoskrzydły (A. stenopterus).

### Etymologia
Alionoctula: łac. alio ‘gdzie indziej’; nowołac. noctula ‘nocny nietoperz’, zdrobnienie od łac. nox, noctis ‘noc’. 

### Podział systematyczny
Takson wyodrębniony z rodzaju Pipistrellus na podstawie danych genetycznych i morfologicznych. Do rodzaju należą następujące występujące współczesne gatunki:
| Grafika | Gatunek                 | Autor i rok opisu                       | Nazwa zwyczajowa     | Podgatunki         | Rozmieszczenie geograficzne | Podstawowe wymiary                                                 | Status IUCN |
| ------- | ----------------------- | --------------------------------------- | -------------------- | ------------------ | --- | ------------------------------------------------------------------ | ----------- |
|         | Alionoctula dhofarensis | Benda, Reiter, Uhrin & Varadínová, 2016 |                      | gatunek monotypowy | od Hawf (południowo-wschodni Jemen) do Mirbat (południowo-zachodni Oman); zakres wysokości: 60–735 m n.p.m. | DC: 4,6–5,7 cm DO: 3,1–4,2 cm DP: 3,3–3,8 cm MC: brak danych       | NE          |
|         | Alionoctula abramus     | (Temminck, 1838)                        | karlik japoński      | gatunek monotypowy | Rosja (Ussuri), Półwysep Koreański, Japonia, Tajwan, Chińska Republika Ludowa na południe do północnej Mjanmy, północnego Laosu i środkowego Wietnamu, rozproszone populacja w Indiach                                                                         | DC: 3,8–6 cm DO: 2,7–4,5 cm DP: 2,9–3,6 cm MC: 3,8–5,8 g           | LC          |
|         | Alionoctula endoi       | Imaizumi, 1959                          | karlik dziuplowy     | gatunek monotypowy | endemit Japonii: Honsiu i Sikoku; zakres wysokości: 100–1500 m n.p.m. | DC: 4–4,9 cm DO: 2,8–3,8 cm DP: 3–3,4 cm MC: 5,6–8,7 g             | NT          |
|         | Alionoctula sturdeei    | O. Thomas, 1915                         | karlik tajemniczy    | gatunek monotypowy | endemit Japonii: znany tylko z miejsca typowego na wyspie Haha-jima, z archipelagu Ogasawara | DC: około 3,7 cm DO: około 3,1 cm DP: około 3 cm MC: brak danych   | EX          |
|         | Alionoctula javanica    | (J.E. Gray, 1838)                       | karlik jawajski      | 4 podgatunki       | Mjanma, południowo-środkowa Chińska Republika Ludowa przez Azję Południowo-Wschodnią na wschód do Filipin i Timoru; zakres wysokości: 0–2380 m n.p.m. | DC: 4–5,5 cm DO: 2,6–4 cm DP: 2,9–3,7 cm MC: 4,1–8 g               | LC          |
|         | Alionoctula babu        | (O. Thomas, 1915)                       |                      | gatunek monotypowy | Północny Pakistan, północne Indie, skrajnie południowo-zachodnia Chińska Republika Ludowa, Nepal, Bhutan i Bangladesz | DC: około 4,6 cm DO: około 3,6 cm DP: 3,3–3,4 cm MC: brak danych   | NE          |
|         | Alionoctula coromandra  | (J.E. Gray, 1838)                       | karlik koromandelski | gatunek monotypowy | północno-wschodni Afganistan na wschód do Bangladeszu i Chińskiej Republiki Ludowej (południowy Tybet), na południe do Sri Lanki, Andamanów i Nikobarów oraz kontynentalnej Azji Południowo-Wschodniej; zakres wysokości: 100–2000 m n.p.m.                    | DC: 3,4–4,9 cm DO: 2,2–3,9 cm DP: 2,5–3,5 cm MC: 3,4–8,3 g         | LC          |
|         | Alionoctula ceylonica   | (Kelaart, 1852)                         | karlik cejloński     | 6 podgatunków      | wschodni Pakistan (Pendżab i Sindh), Indie, Bangladesz, Sri Lanka, wschodnio-środkowa Mjanma, południowy Wietnam, południowa Chińska Republika Ludowa (południowe Kuangsi oraz wyspy Weizhou i Hajnan) oraz północne Borneo; zakres wysokości: 0–2150 m n.p.m. | DC: 4,5–6,4 cm DO: 3–4,5 cm DP: 3,3–4,2 cm MC: 7–10 g              | LC          |
|         | Alionoctula tenuis      | (Temminck, 1840)                        | karlik delikatny     | 6 podgatunków      | północno-wschodni Afganistan, subkontynent indyjski, południowo-wschodnia Chińska Republika Ludowa (z Hajnanem), Azja Południowo-Wschodnia na wschód do Filipin, Moluki (Seram i Ambon) oraz Timor; zakres wysokości: 0–2650 m n.p.m.                          | DC: 3,3–4,5 cm DO: 2–3,5 cm DP: 2,5–3,1 cm MC: 2,9–4,2 g           | LC          |
|         | Alionoctula murrayi     | C.W. Andrews, 1900                      |                      | gatunek monotypowy | endemit Australii: Wyspa Bożego Narodzenia | DC: 3,5–4 cm DO: 3–3,1 cm DP: 3–3,3 cm MC: 3–4,5 g                 | EX          |
|         | Alionoctula paterculus  | O. Thomas, 1915                         | karlik ojcowski      | 2 podgatunki       | północne i północne-wschodnie Indie, Mjanma, południowo-środkowa Chińska Republika Ludowa (Junnan), wschodni Laos, Wietnam oraz północna i południowo-zachodnia Kambodża; niepotwierdzony w północno-zachodniej Tajlandii; zakres wysokości: 0–2400 m n.p.m.   | DC: 4,2–4,8 cm DO: 3,1–3,8 cm DP: 2,6–3,4 cm MC: 4,3–5,7 g         | LC          |
|         | Alionoctula stenoptera  | (Dobson, 1875)                          | karlik wąskoskrzydły | gatunek monotypowy | południowa część półwyspowej Tajlandii, półwyspowa Malezja, Singapur, Sumatra, Wyspy Riau, północne i zachodnie Borneo oraz Filipiny (południowo-zachodnie Mindanao); zakres wysokości: 100–1200 m n.p.m.                                                      | DC: 5,1–6,2 cm DO: 3,7–5,7 cm DP: 3,7–4,2 cm MC: 13–22 g           | LC          |
|         | Alionoctula minahassae  | (A.B. Meyer, 1899)                      | karlik skryty        | gatunek monotypowy | endemit Indoznezji: północne Celebes (znany z całą pewnością z północno-wschodniego półwyspu Minahasa) | DC: około 5,9 cm DO: około 3,7 cm DP: około 3,6 cm MC: brak danych | DD          |
|         | Alionoctula collina     | O. Thomas, 1920                         | karlik górski        | gatunek monotypowy | Indonezja i Papua-Nowa Gwinea: Nowa Gwinea (Góry Centralne) oraz Wyspy d’Entrecasteaux (Goodenough); zakres wysokości: 700–2900 m n.p.m. | DC: 3,5–5,3 cm DO: 3–4,5 cm DP: 3,4–3,8 cm MC: 4,3–8,5 g           | LC          |
|         | Alionoctula papuana     | (W.C.H. Peters & Doria, 1881)           | karlik leśny         | gatunek monotypowy | Moluki (Ambon, Seram, Wyspy Kai i Aru), Nowa Gwinea (wraz z kilkoma pobliskimi wyspami) oraz Archipelag Bismarcka; zakres wysokości: 0–1300 m n.p.m. | DC: 3,4–5 cm DO: 2,2–3,5 cm DP: 2,7–3,2 cm MC: 3,9–5,8 g           | LC          |
|         | Alionoctula angulata    | (W.C.H. Peters, 1880)                   | karlik nowogwinejski | 2 podgatunki       | wschodnia Nowa Gwinea i pobliskie wyspy, Archipelag Bismarcka oraz Wyspy Salomona (na wschód do Nendö); zakres wysokości: 0–2400 m n.p.m. | DC: 3,3–4,8 cm DO: 2,7–4,1 cm DP: 3,1–3,7 cm MC: 3,2–4,3 g         | LC          |
|         | Alionoctula wattsi      | D.J. Kitchener, Caputi & B. Jones, 1986 | karlik brzegowy      | gatunek monotypowy | endemit Papui-Nowej Gwinei: południowo-wschodnia Nowa Gwinea oraz wyspa Samarai; zakres wysokości: 0–200 m n.p.m. | DC: 3,4–4,1 cm DO: 1,9–2,8 cm DP: 2,8–3,3 cm MC: około 3,4 g       | LC          |
|         | Alionoctula westralis   | Koopman, 1984                           | karlik nadbrzeżny    | gatunek monotypowy | endemit Australii: północne wybrzeże od Cape Bossut (Australia Zachodnia) do Karumby (zachodni Queensland) wraz z Wyspami Tiwi | DC: 3,4–4,2 cm DO: 2,9–3,7 cm DP: 2,7–3,1 cm MC: 2,7–4,8 g         | LC          |
|         | Alionoctula adamsi      | D.J. Kitchener, Caputi & B. Jones, 1986 | karlik leśny         | gatunek monotypowy | endemit Australii: Terytorium Północne (Top End i Wyspy Tiwi), Queensland (Jork i Wyspa Księcia Walii, rzadko na południe do pobliża Blackwater) | DC: 3,5–4,4 cm DO: 2,6–3,5 cm DP: 2,9–3,3 cm MC: 3–6,2 g           | LC          |

Kategorie IUCN:  LC  – gatunek najmniejszej troski,  NT  – gatunek bliski zagrożenia,  EX  – gatunek wymarły,  DD  – gatunki o nieokreślonym stopniu zagrożenia;  NE  – gatunki niepoddane jeszcze ocenie.